# Лучак, Томаш
Томаш Лучак (пол. Tomasz Łuczak; род. 13 марта 1963) — польский математик. Основные труды посвящены комбинаторике.

## Почётные звания
Член-корреспондент Польской Академии наук с 1998 года.

## Награды
В 2012 году сделал пленарный доклад на Европейском математическом конгрессе.
В число наград входят:
- Nagroda im. Kazimierza Kuratowskiego (1991)[5]
- Премия Европейского математического общества (1992)
- Премия Фонда польской науки[англ.] (1997)[6]
- Медаль Стефана Банаха (2014)